# Pont-canal de Rébenty
Le pont-canal de Rébenty est un des nombreux ponts de ce type du Canal du Midi. Il est situé sur le territoire de la commune d'Alzonne à 16 km de Carcassonne. Il traverse le petit « Ruisseau de Rébenty ».